# 大商薬品
大商薬品株式会社（だいしょうやくひん）は、かつて、大阪府大阪市東区内平野町2-45に本社があった医薬品総合商社。現在は、アルフレッサホールディングス傘下の「株式会社エーエムエス」（大阪市中央区内平野町2-3-12・代表取締役社長　小川豊士）である。

## 概要
- 資本金 4500万円
- 代表取締役社長 吉野正平
- 従業員　194名

## 沿史
- 昭和26年12月　阿部米吉が大阪市東区内平野町に「株式会社阿部商店」創業
- 昭和27年10月　「大商薬品株式会社」に商号変更
- 昭和29年5月　 「日本商事」と共同で福岡県福岡市春吉2に「大福薬品株式会社」設立
- 昭和36年11月　「阪神営業所」開設
- 昭和39年11月　「堺営業所」開設
- 昭和41年5月　 「北大阪営業所」開設
- 昭和44年10月　「門真総合センター」開設
- 昭和44年11月　「奈良営業所」開設
- 昭和45年5月　 「日本商事株式会社」と合併し「大商薬品産業」と商号を変更

## 主な取引メーカー
- 日本商事
- 帝国製薬
- 日宏化学薬品

## 備考
- 昭和29年5月設立した「大福薬品株式会社」は、昭和38年に山口県下関市の磯部商会と合併する。
- 昭和45年5月　「大商薬品産業株式会社」に商号変更し医薬品卸業から物品斡旋販売、印刷、ハウスクリーニンブ事業を行う企業となる。
- 平成14年7月「株式会社サム」（名古屋市千種区今油1-2-7・資本金1000万円　代表取締役社長　加藤信生）と合併し「株式会社エーエムエス」に商号変更